# Seville (Ohio)
Seville es una villa ubicada en el condado de Medina en el estado estadounidense de Ohio. En el Censo de 2010 tenía una población de 2296 habitantes y una densidad poblacional de 340,56 personas por km².

## Geografía
Seville se encuentra ubicada en las coordenadas 41°1′15″N 81°52′2″O / 41.02083, -81.86722. Según la Oficina del Censo de los Estados Unidos, Seville tiene una superficie total de 6.74 km², de la cual 6.74 km² corresponden a tierra firme y (0%) 0 km² es agua.

## Demografía
Según el censo de 2010, había 2296 personas residiendo en Seville. La densidad de población era de 340,56 hab./km². De los 2296 habitantes, Seville estaba compuesto por el 96.86% blancos, el 0.7% eran afroamericanos, el 0.22% eran amerindios, el 0.48% eran asiáticos, el 0.04% eran isleños del Pacífico, el 0.39% eran de otras razas y el 1.31% pertenecían a dos o más razas. Del total de la población el 1.52% eran hispanos o latinos de cualquier raza.

## Habitantes famosos
Martin Van Buren Bates y su esposa Anna Haining Bates, dos personas de más de 2 metros 20 de altura que en su momento fueron fenómenos del Circo de P.T. Barnum y que una vez retirados del espectáculo vivieron una gran parte de su vida en Seville y están enterrados en el cementerio local de Mound Hill. Además, ese fue el lugar de nacimiento del almirante estadounidense John Howard Hoover.